# USS Hilary P. Jones (DD-427)
USS Hilary P. Jones (DD-427) (Корабль Соединённых Штатов Хилари Джонс) — американский эсминец типа Benson.
Заложен на верфи Charleston Navy Yard 16 мая 1938 года. Спущен 14 декабря 1939 года, вступил в строй 7 сентября 1940 года.
Выведен в резерв 6 февраля 1947 года. 26 февраля 1954 года передан Тайваню,
где 26 февраля 1954 года введён в состав флота как 15 «Han Yang». Из ВМС США исключён 1 ноября 1974 года.
Исключён из состава Тайваньского флота 5 января 1975 года и разобран на слом.